# Roni (football)
Pour les articles homonymes, voir Roni.
Ronieli Gomes dos Santos, dit Roni, est un footballeur brésilien né le 25 avril 1991 à São Paulo. Il évolue au poste d'attaquant.

## Biographie
Roni joue au Brésil, en Turquie, en Corée du Sud, et au Japon.
Il joue notamment cinq matchs en première division brésilienne, 16 matchs en première division sud-coréenne (un but), et quatre matchs en première division japonaise. Il dispute également deux matchs en Copa Sudamericana avec le club de São Paulo.

## Palmarès
- Champion de Turquie de D2 en 2016 avec Adanaspor